# Santana dos Garrotes
Pour les articles homonymes, voir Santana.
Santana dos Garrotes est une ville brésilienne de l'ouest de l'État de la Paraíba.
Sa population était estimée à 7 610 habitants en 2007. La municipalité s'étend sur 354 km2.